# C
|  | Aquest article tracta sobre la lletra C. Vegeu-ne altres significats a «Llenguatge C». |

La C és la tercera lletra de l'alfabet català provinent del llatí.
Prové de la lletra gimel de l'alfabet fenici, que els grecs convertiren en la gamma quan adaptaren l'alfabet fenici i crearen l'alfabet grec. En aquests alfabets, el caràcter representava el so de l'oclusiva velar sonora /g/, però els etruscs, en adaptar l'alfabet grec en l'alfabet etrusc, li assignaren el valor de l'oclusiva velar sorda, atès que en etrusc no es distingia la sorda de la sonora; com que els llatins crearen el seu alfabet amb base a l'alfabet etrusc, el so assignat a la lletra C fou el de /k/, i no pas el de /g/ original.

## Fonètica
En català representa l'oclusiva velar sorda /k/ de l'alfabet fonètic internacional en els següents casos:
- Davant de les vocals a (casa /'kazə/ /'kaza/), o (cosa /'kɔzə/ /'kɔza/), u (cullera /ku'ʎeɾə/ /ku'ʎeɾa/). En mallorquí pot prendre el so d'oclusiva palatal sorda: /'сazə/. Cal recalcar que si el fonema /k/ va seguit d'una lletra u que representa el fonema /w/, aleshores no es representa per la lletra c sinó per la lletra q (per això cua va amb c i quadre s'escriu amb q).
- Davant de les consonants r (creu /'kɾεw/ /'kɾew/ /'kɾəw) i l (clau /'klaw/)
- Seguida d'una consonant sorda (acte /'aktə/ /'akte/, sucs /'suks/)
- Geminada cc (acció /əksi'o/ /aksi'o/, però en mallorquí /at͡si'o/)
- En posició final (sac /'sak/, però en mallorquí /'sac/). Després d'una consonant nasal pot emmudir-se (banc /'baŋ/ /'baŋk/).

És el fonema de la fricativa alveolar sorda /s/ davant e (cel /'sεɫ/), i (ciri /'siɾi/).
Seguida d'una consonant sonora és una oclusiva velar sonora /g/ (dracma /'dɾagmə/ /'dɾagma/).
En l'escriptura catalana prenormativa també formava part del dígraf ch.

## Significats de C
- Bioquímica: en majúscula, és el símbol de la citosina i de la cisteïna.
- Economia: és l'abreviatura de "cèntim". Dues C signifiquen "compte corrent".
- Educació: als països anglosaxons, representa l'aprovat en les qualificacions escolars.
- Física:
  - en minúscula és el símbol de la velocitat de la llum, una de les constants absolutes.
  - en majúscula és el símbol del coulomb en el Sistema internacional.
- Informàtica: el llenguatge C és un llenguatge de programació.
- Lingüística: en gramàtica designa habitualment un complement sintàctic. En alguns manuscrits llatins és una abreviatura de "cum".
- Matemàtiques:
  - en majúscula i en el sistema de numeració romà, equival al nombre 100; amb una ratlla horitzontal a sobre (C) equival a cent mil.
  - en minúscula és l'abreviatura del prefix "centi-" en les unitats de mesura.
- Música: en la notació germànica, representa la nota do.
- Química: en majúscula, és el símbol del carboni. És també el nom d'una vitamina (vitamina C)
- Símbols: amb un º al davant indica els graus Celsius de temperatura. Si en canvi és dins d'un cercle (©), significa "copyright", és a dir, propietat intel·lectual registrada.
- Urbanisme: és l'abreviatura de "carrer".

## Símbols derivats o relacionats
| Caràcter | Descripció              | Unicode (maj./min.) | Html (maj./min.)  | Notes d'ús            |
| -------- | ----------------------- | ------------------- | ----------------- | --------------------- |
| Ç        | Ce trencada             | U+00C7 U+00E7       | &Ccedil; &ccedil; | català, francès, etc. |
| Ć        | C amb accent agut       | U+0106 U+0107       |                   | polonès, etc.         |
| Ĉ        | C amb accent circumflex | U+0108 U+0109       |                   | esperanto             |
| Č        | C amb anticircumflex    | U+010C U+0106D      |                   | txec, etc.            |
| Ċ        | C amb punt superior     | U+010A U+010B       |                   | maltès, irlandès      |
| ©        | copy right              | U+00A9              | &copy;            |                       |
| ¢        | cèntim                  | U+00A2              | &cent;            |                       |